# Рудковская городская община
Рудковская городская общи́на (укр.  Рудківська міська громада) — территориальная община в Самборском районе Львовской области Украины.
Административный центр — город Рудки.
Население составляет 25 339 человека. Площадь — 298,4 км².

## Населённые пункты
В состав общины входит 1 город (Рудки) и 33 села:
- Погорцы
- Конюшки-Королевские
- Конюшки-Тулиголовские
- Круковец
- Новый Остров
- Подгайчики
- Сусолов
- Заднестряны
- Малинов
- Подольцы
- Чайковичи
- Колбаевичи
- Луки
- Остров
- Чернихов
- Загорье
- Купновичи
- Ваньковичи
- Нижнее
- Вощанцы
- Канафосты
- Михайлевичи
- Вистовичи
- Шептичи
- Никловичи
- Загорье
- Орховичи
- Новосёлки-Гостинные
- Долобов
- Хлопчицы
- Раздельное
- Вишня
- Яремков